# Ilha Mackenzie King
A Ilha Mackenzie King é uma das Ilhas da Rainha Isabel, parte do Arquipélago Ártico Canadiano, situada no norte de Canadá. Fica a norte da Ilha Melville e a sul da Ilha Borden. Como as outras duas, Mackenzie King está dividida entre dois territórios do Canadá, os Territórios do Noroeste e Nunavut. A fronteira corre ao longo do meridiano 110 W.
Com área de 5048 km², ocupando o 115.º lugar na lista das maiores ilhas do mundo e o 26.º entre as maiores ilhas do Canadá, foi visitada pela primeira vez por Vilhjalmur Stefansson em 1915, recebendo mais tarde o seu nome em homenagem a William Lyon Mackenzie King.